# Chalais
Chalais (německy Schalei) je obec ve švýcarském kantonu Valais. Leží v okrese Sierre v převážně frankofonní části kantonu. Žije zde přibližně 3 500 obyvatel.

## Geografie

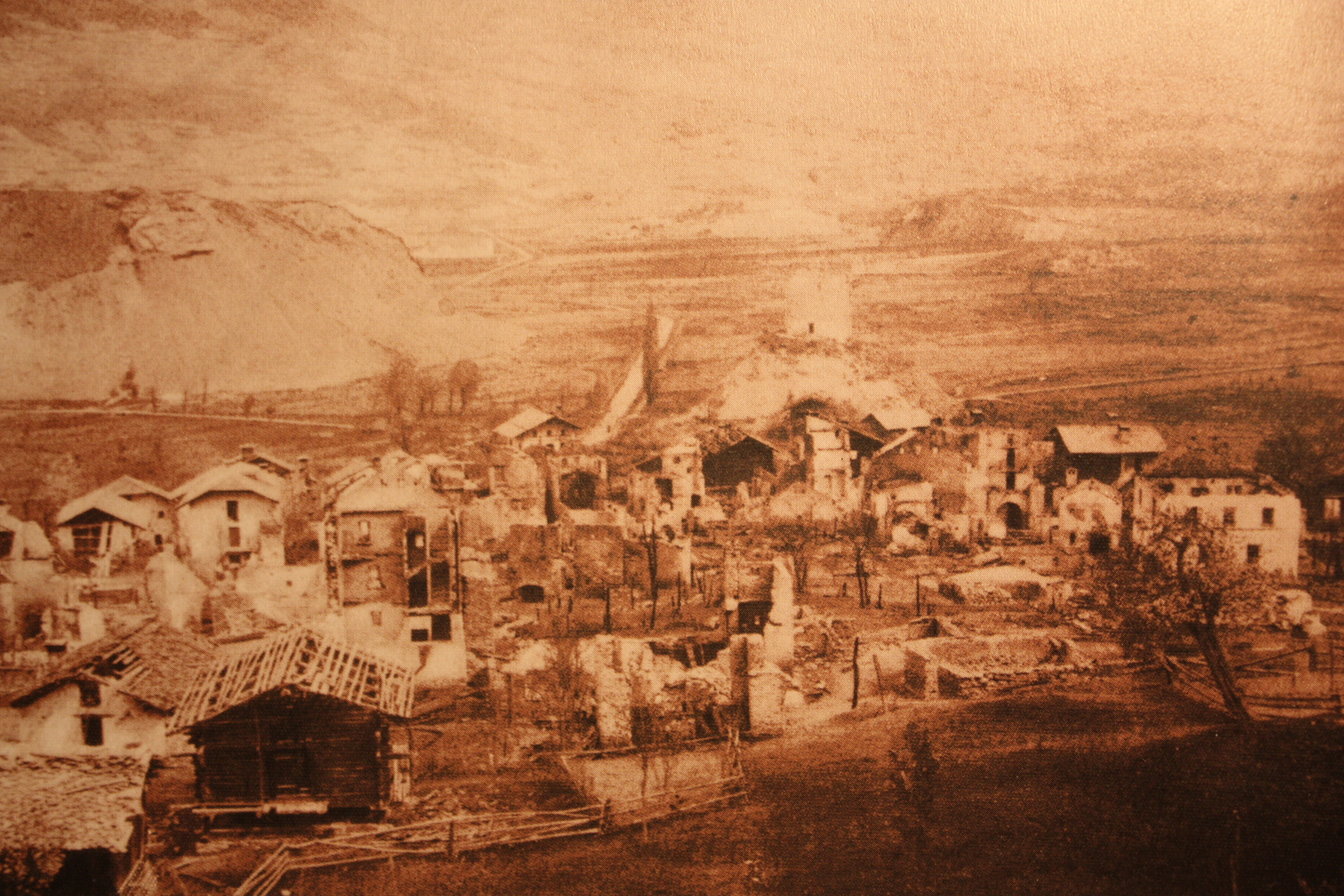
Obec po požáru roku 1892

Obec leží na dně údolí Rhôny, asi 3 kilometry jihozápadně od města Sierre. K obci Chalais patří také vesnice Réchy v údolí Rhôny (přiléhající na jihozápadě), Briey, severní část údolí Val de Réchy a rekreační středisko Vercorin, ležící na horské terase v nadmořské výšce kolem 1300 m, s turistickou oblastí a oblastí zimních sportů kolem vrcholu Crêt du Midi. Sousedními obcemi jsou okresní město Sierre na severu, Chippis na severovýchodě, Anniviers na východě a jihovýchodě a Grône na západě.

## Historie
První zmínka pod názvem Jaler pochází z 11. století. Na počátku 13. století se panství Chalais vyčlenilo z biskupského panství Siders a následně bylo lénem různých šlechtických rodů (de Chalais, Blouvignoud, Chevron). Od konce 16. století do roku 1798 patřilo Chalais ke kantonu Sierre, poté ke stejnojmennému okresu. Obdélníková věž ze 13. století se v roce 1936 z velké části zřítila. K farnosti (kostel sv. Havla) zmiňované již v roce 1279, patřil až do roku 1856 také sousední Chippis. Od pozdního středověku spojovalo obě vesnice vysokohorské zemědělství obyvatel na pastvinách ve Vercorinu. Od 13. století zde byl vybudován hustý zavlažovací systém (vodní kanály zvané Bisses). Centrum obce však zůstalo v údolí, tedy ve vesnici Chalais. V roce 1892 zde zuřil požár vesnice. Kolem roku 1900 zde stále převažovalo zemědělství, vinařství a chov dobytka. V roce 1905 byla v Chippisu založena hliníkárna Alusuisse a města Sion a Sierre přilákala v roce 2000 mnoho dojíždějících. Od roku 1938 spojuje Chalais s Vercorinem silnice a od roku 1951 lanová dráha. Po roce 2000 se počet obyvatel obce prudce zvýšil a stala se oblíbenou rezidenční obcí v údolí Rhôny.

## Obyvatelstvo

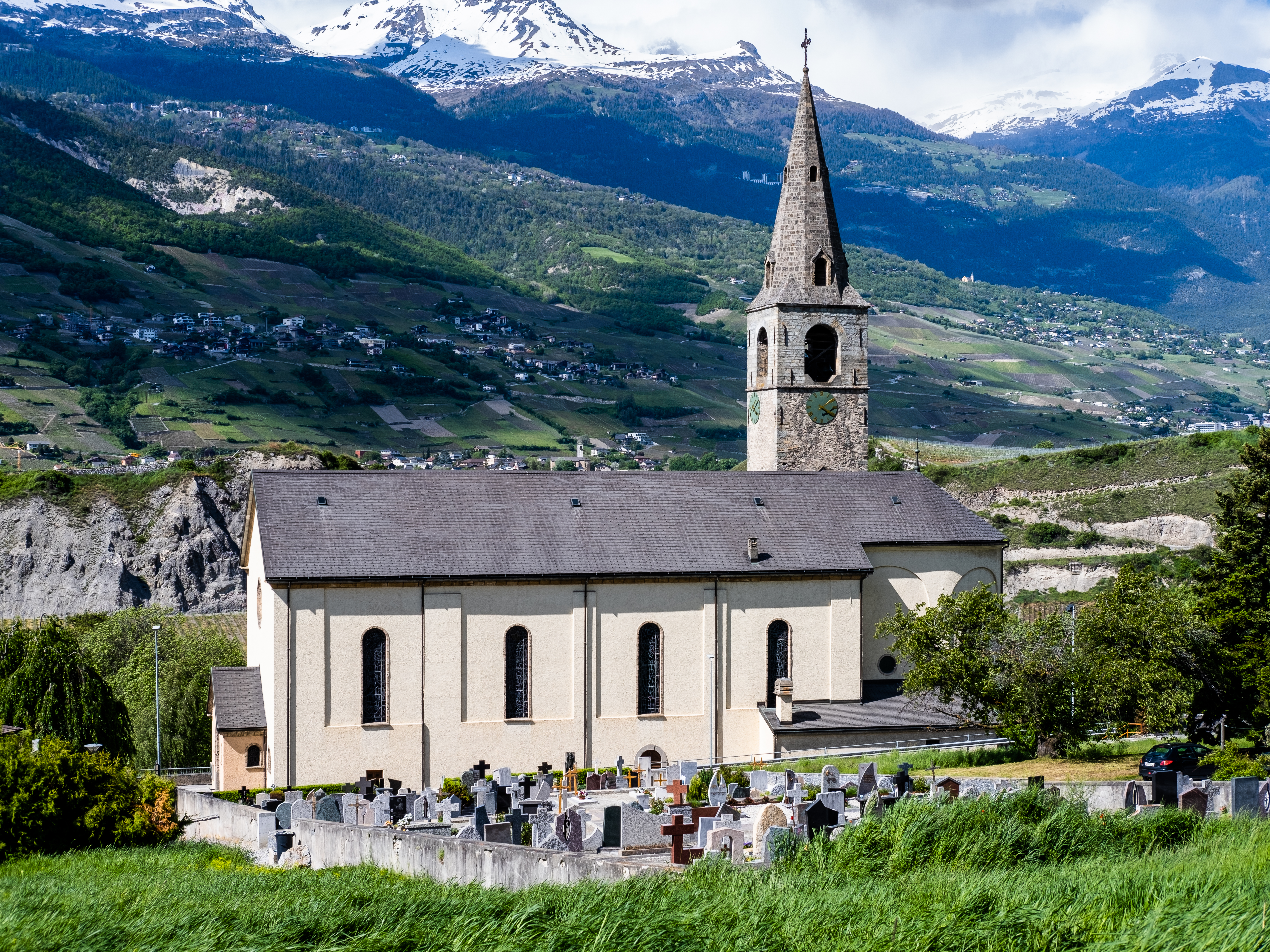
Kostel a hřbitov v obci

| Rok            | 1798 | 1850 | 1900 | 1950 | 2000 | 2010 | 2012 | 2014 | 2016 |
| Počet obyvatel | 492  | 555  | 1116 | 1635 | 2657 | 3115 | 3249 | 3375 | 3466 |

## Doprava
Obec nemá železniční spojení, nejbližší stanice v Sierre však leží na důležité Simplonské dráze. Obsluhují jej vlaky Švýcarských spolkových drah (SBB) všech kategorií, s přímými spoji až do Ženevy a Milána. Dopravní obslužnost obce zajišťují žluté autobusy Postauto.
Do Chalais se lze dostat přes sjezdy na dálnici A9 v Sierre. Z nich pokračují do obce regionální silnice.